# 日沢伸哉
日沢 伸哉（ひざわ のぶや、1954年12月26日 - 2009年10月8日）は、岩手県出身の日本の放送作家・作家。

## 来歴・人物
岩手県立盛岡第一高等学校卒業後、関西に来て劇場通いを始める、そこで知り合った桂文福と出会い楽屋に出入りするようになる。創作落語にたずさわり、文福の紹介で月亭八方の紹介を受け放送作家となり、人気番組『クイズ!紳助くん』『探偵!ナイトスクープ』（朝日放送テレビ制作）の構成を手がけるほか、『上方落語をきく会』（朝日放送ラジオ制作）、『日曜落語 〜なみはや亭〜』（朝日放送ラジオ制作）などの演芸番組の構成を手がける。2006年には「CDブック 栄光の上方落語」(角川書店）を上梓。尚2007年10月31日には「なつかしの昭和爆笑漫才 〜天国の笑星〜」を上梓、2008年には「CDブック 栄光の上方漫才」発売、10月29日には「五代目 桂文枝」を上梓。うめだ花月（現在は∞ホール）の「花花寄席」の構成担当。2009年5月「楽悟家 笑福亭松之助」を上梓。同年10月8日、クモ膜下出血のため死去。54歳没。
2009年11月23日には朝日放送テレビの夕方の番組「NEWSゆう+」で特集が組まれる。

## 番組構成
- 死去時点
  - クイズ!紳助くん（ABCテレビ）
  - 探偵!ナイトスクープ（ABCテレビ）
  - 日曜落語 〜なみはや亭〜（ABCラジオ）
  - 仁鶴の楽書き帖（ABCラジオ）
  - 文三・ゆかりのふらちなサタデーナイト
- 過去
  - 八方の楽屋ニュース（ナイトinナイト、木曜日）
  - アベロクのおやじラジオ
  - 歌謡大全集
  - かつみ・さゆりのお気に入りでチュッ
  - サンデー!朝CoCoた・ま・ご
  - 岩崎なおあきの情報てんこ森!
  - タロー・ウラウラ・モリモリのショッピング大作戦※不定期

他多数

## エッセイ
- らくごくら（スカイA・sports+） - 現在は演芸ライターの日高美恵が記述。